# Корпорация (рестлинг)
Корпорация (англ. The Corporation) — группировка в рестлинге, существовавшая в WWE в период между 1998 и 1999 годами.
Была доминирующей группировкой Эры Отношений, куда входили рестлеры, которые продались руководствую. Группировка была создана для борьбы с главным фейсами федерации, Ледяной Глыбой Стивом Остином, Мэнкайндом и D-Generation X.

## История
Группировка была создана и возглавлена председателем WWF Винсом Макмэном в попытке обеспечить контроль над WWF и ликвидировать более мятежных рестлеров, таких как Стив Остин. Ранее Макмэн окружал себя людьми, которые были «марионетками», таких как Джеральд Бриско и Пат Паттерсон, Сержант Слотер и его личный охранник Биг Босс Мэн, чтобы помочь ему подавить мятежные действия Стива Остина. Корпорация была официально сформирована 16 ноября 1998 года, когда Шейн и Винс Макмэн вместе с Биг Босс Мэном, Слотером, Пэтом Паттерсоном и Джеральдом Бриско объединили усилия со Скалой, который стал чемпионом WWF в финале турнира Survivor Series (1998). Позже в шоу, Интерконтинентальный чемпион Кен Шемрок присоединился к группировке.
Группировка стала известна тем, что использовала свою власть, чтобы вмешиваться в исход поединков. Члены корпорации, как известно, стали «телохранителями бизнесменов». Например, «Народный чемпион» Скала стал известен как «Чемпион Корпорации» во время его пребывания в группировке. К концу 1998 года группировка стала самой доминирующей в компании.
Группировка начала предлагать остальной части рестлеров WWF вступить в свои ряды, обещав славу и деньги.
Хотя группировка оставалась на вершине в 1999 году, члены стали сокращаться в течение года. Тогда уполномоченный WWF Шон Майклз был первым рестлером, который злобно подвергся нападению со стороны группировки на стоянке, когда стало ясно, что он начал принимать решения, которые не отвечали их интересам. Кейн был нестабилен с самого начала, Макмэны пригрозил отправить его обратно в Ад, если он не будет сотрудничать с ними. Кейн официально покинул группу после шоу Рестлмания XV.
Когда Корпорация вступили в междоусобицу с Министерством Тьмы, Винс Макмэн был уволен, а лидером стал Шейн, сказав, что Винс больше не заботился о Корпорации. Бриско и Паттерсон были также изгнаны, а Шейн заявил, что в «Корпорации» не было места для стариков, заменив их ребятами из «The Mean Street Posse». Кен Шемрок вышел из группировки, когда проявил большую лояльность к своей сестре Райан, которой также угрожал Гробовщик. Наконец, Скала был вышвырнут после того, как он не смог вернуть себе титул WWF от Стива Остина на Backlash: In Your House, Шейн Макмэн и остальные члены Корпорации атаковали Скалу.
Оставшиеся члены объединились с Министерством Тьмы, чтобы создать Корпоративное Министерство, тем самым выявив, что потеря членов Корпорации была процессом ликвидации, отделяющим верных членов от тех, которые не оправдал ожиданий. Винс Макмэн присоединился к группировке, когда выяснилось, что он «высшая сила» Министерства тьмы. Однако Корпоративное Министерство рухнуло, когда отношения Гробовщика с Винсом Макмэном ухудшились после потери Остина чемпионства WWF в матче за первую кровь, и с этим Корпорация официально закончилась. Однако сюжетная линия была сокращена из-за травмы Гробовщика. Позже в 2000 году остатки Корпорации (Шейн, Винс Макмэн, Паттерсон и Бриско) объединились с тогдашними DX в 2000 году, создав Фракцию Макмэн-Хелмсли. Несмотря на то, что они считались другой группировкой, ее цели и формат были похожи на «Корпорацию».

## Члены группировки
- Мистер Макмэн (15 ноября 1998 — 12 апреля 1999)
- Шейн Макмэн (15 ноября 1998 — 29 апреля 1999)
- Скала (15 ноября 1998 — 26 апреля 1999)
- Биг Босс Мэн (15 ноября 1998 — 29 апреля 1999)
- Кен Шемрок (15 ноября 1998 — 12 апреля 1999)
- Пат Паттерсон (15 ноября 1998 — 12 апреля 1999)
- Джеральд Бриско (15 ноября 1998 — 12 апреля 1999)
- Сержант Слотер (15 ноября 1998 — 14 декабря 1998)
- Шон Майклз (23 ноября 1998 — 28 декабря 1998)
- Tест (14 декабря 1998 — 26 апреля 1999)
- Kейн (21 декабря 1998 — 28 марта 1999)
- Чайна (29 января 1999 — 29 апреля 1999)
- Биг Шоу (14 февраля 1999 — 28 марта 1999)
- Трипл Эйч (28 марта 1999 — 29 апреля 1999)
- Пит Гез (12 апреля 1999 — 29 апреля 1999)
- Родни (12 апреля 1999 — 29 апреля 1999)

## Титулы и достижения
- WWF
  - Чемпион WWF (3 раза) — Скала
  - Интерконтинентальный чемпион WWF (1 раз) — Кен Шемрок
  - Королевская битва (1999) — Винс Макмэн